# Micron Cars
Micron Cars war ein britischer Hersteller von Automobilen.

## Unternehmensgeschichte
Die Brüder Brian und Rex Bray gründeten 1968 das Unternehmen und begannen mit der Produktion von Automobilen und Kits. Der Markenname lautete Micron. 1973 endete die Produktion. Insgesamt entstanden etwa zwei Exemplare.

## Fahrzeuge
Das einzige Modell war der GT. Das Fahrgestell bestand teilweise aus Holz, wie bei Modellen von Marcos Cars. Ein Vierzylindermotor vom Mini war in Mittelmotorbauweise hinter den Sitzen montiert. Die Karosserie bestand aus Fiberglas. Die Coupé-Karosserie verfügte über hohe Seitenwände und Flügeltüren. Sie bot Platz für zwei Personen.
Ein Fahrzeug trug das britische Kennzeichen ANR 608 B.